# O Existencialismo É um Humanismo
O Existencialismo é Humanismo (em francês: L'existentialisme est un humanisme) é uma obra filosófica de 1946 escrita por Jean-Paul Sartre. Como um ponto de partida popular na discussão do pensamento existencialista, o livro é baseado em uma palestra chamada "Existencialismo é um Humanismo" que Sartre deu no Club Maintenant em Paris, em 29 de Outubro de 1945. Vários autores têm criticado o trabalho, e o próprio Sartre mais tarde rejeitou alguns dos pontos de vista que expressou nele.